# Arena da Amazônia
Arena da Amazônia er et fodboldstadion i Manaus i delstaten Amazonas i Brasilien. Stadionet stod færdig den 9. marts 2014. Det bruges af Nacional FC, og skal også bruges til VM i fodbold 2014.
Arena da Amazônia blev påbegyndt efter at Brasilien blev tildelt VM, og Manaus blev valgt ud. Stadionet har plads til 42 374 tilskuere og selve banen måler 105 x 68 meter, som er standard for alle bortset fra Castelão. Totalomkostningerne for bygingen af arenaen endte på 669,5 millioner brasilianske real (ca. 1,74 milliarder norske kroner efter kurs 6. april).
Den nye arena blev sat op på stedet, hvor der tidligere stod et andet stadion, Vivaldão. Dette stadion havde en smule større bane (108 x 70 meter) og omtrent samme tilskuerkapacitet. 
Arena da Amazônia er et af to VM-stadioner, som ikke har et andet kaldenavn end det officielle navn (det andet stadion er Arena das Dunas), og et af tre som ikke er opkaldt efter noen.